# Anisostachya oblonga
Anisostachya oblonga är en akantusväxtart som beskrevs av Raymond Benoist. Anisostachya oblonga ingår i släktet Anisostachya och familjen akantusväxter. Inga underarter finns listade i Catalogue of Life.